# Пінон острівний
Пі́нон острівний (Ducula pistrinaria) — вид голубоподібних птахів родини голубових (Columbidae). Мешкає на островах Меланезії.

## Опис
Довжина самців становить 39-45 см, враховуючи хвіст довжиною 13,3-15,2 см, вага 400-500 г. Виду не притаманний статевий диморфізм. Голова і шия світло-сизі, пір'я біля основи дзьоба білувато-кремові, лоб сіруватий. Гавколо очей широкі білувато-кремові кільця. Підборіддя білувато-кремове, горло тьмяно-бордове, груди сірі з рожевим відтінком. Боки світло-сріблясто-сірі, центр живота злегка рудувато-коричневий. Спина, надхвістя, верхні покривні пера крил і хвоста бронзово-зелені з металевим, сріблясто-сірим відблиском. Стернові пера зверху темно-синювато-чорні з зеленуватим відблиском. Гузка темно-коричнева.. Дзьоб сизий, на кінці чорний, восковиця червона, райдужки червонуваті або карі, лапи червоні. Молоді птахи мають більш тьмяне забарвлення з охристим відтінком.

## Підвиди
Виділяють чотири підвиди:
- D. p. rhodinolaema (Sclater, PL, 1877) — Західні острови[en], острови Адміралтейства, Новий Гановер[en], острови Схаутена[en], острови Манам[en], Каркар і Маданґ;
- D. p. vanwyckii (Cassin, 1862) — Нова Британія, Нова Ірландія і сусідні острови (схід архіпелагу Бісмарка);
- D. p. postrema Hartert, E, 1926 — острови Д'Антркасто, архіпелаг Луїзіада і острів Вудларк[en];
- D. p. pistrinaria Bonaparte, 1855 — острови на північний схід від Нової Ірландії і Соломонові острови (за винятком острова Ренелл і островів Темоту).

## Поширення і екологія
Острівні пінони мешкають у Папуа Новій Гвінеї та на Соломонових Островах. Вони живуть у вологих рівнинних тропічних лісах, мангрових лісах і на покинутих кокосових плантаціях. Зустрічаються поодинці, парами або невеликими зграйками, на Новій Британії на висоті до 250 м над рівнем моря. на острові Бугенвіль на висоті до 800 м над рівнем моря. Живляться плодами, відіграючи важливу роль у поширені деяких видів рослин. Ведуть кочовий спосіб життя, долають морські простори в пошуках сезонних плодів.